# Throwback Thursday in het Sportpladijs
Throwback Thursday was een reeks muziekconcerten die de Belgische jeugdzender Ketnet en productiehuis Studio 100 organiseerden ter gelegenheid van de 20-jarige verjaardag van Ketnet. De concerten vonden plaats in het Sportpaleis in Antwerpen op 29 en 30 november en 4 en 5 december 2017. Naar aanleiding van de muziekoptredens werd het Sportpaleis omgedoopt tot het Sportpladijs. Dit is een verwijzing naar de hond Samson die vaak moeilijke woorden verkeerd uitspreekt.
De concertenreeks werd iedere avond door meer dan 17.000 Ketnet-fans bezocht, wat het bezoekersaantal op meer dan 70.000 feestvierders bracht. Throwback Thursday in het Sportpladijs werd op 31 december 2017 uitgezonden op Eén.

## Optredens

### W817
Een deel van de cast van jeugdserie W817 was aanwezig op Throwback Thursday. De acteurs Jenne Decleir, Govert Deploige, Aagje Dom, Danny Timmermans, Britt Van Der Borght en Aron Wade waren de eersten die het podium betraden. Ze brachten achtereenvolgens de nummers We zijn er voor elkaar (2001), Zoë eet pita (2003) en Wachteenseven! (2002). Tezelfdertijd werden fragmenten van W817 afgespeeld op de achtergrond. Actrices Kadèr Gürbüz en Kalina Malehounova waren niet aanwezig op de concerten in het Sportpaleis. Na het eerste concert lieten de acteurs weten dat ze "aan iets nieuws aan het werken zijn".

### Junior Eurosong
Vier ex-deelnemers van het Junior Eurovisiesongfestival traden op op Throwback Thursday. Tonya Schamp was de eerste van van de vier. Ze bracht haar bekendste nummer Hé, doe maar mee (2003) waarmee ze de finale van de Belgische voorrondes van het Junior Eurovisiesongfestival 2003 haalde. Na haar kwam Thor Salden met het nummer Een tocht door het donker (2006) waarmee hij optrad op het Junior Eurovisiesongfestival 2006 in Roemenië en Laura Omloop met Zo verliefd (2009) waarmee ze optrad op het Junior Eurovisiesongfestival 2009 in Oekraïne. Ten slotte bracht Jonas Meukens van X!NK het nummer De vriendschapsband (2003) zonder de overige drie X!NK-bandleden. X!NK vertegenwoordigde België op de eerste editie van het Junior Eurovisiesongfestival in 2003 in Denemarken.

### Spring
De band Spring van het gelijknamige televisieprogramma maakte eenmalig een reünie op het verjaardagsfeest. Bandleden Jelle Cleymans, Damian Corlazzoli en Cara Van der Auwera brachten een tiental nummers waaronder Vrije val, We kunnen het leven aan, Met de trein naar Oostende, Jong, De juf van fysica, Jan zonder vrees, Te min voor Anja en Spring (2003-2006). Het vierde originele Spring-lid, Anneleen Liégeois, was niet aanwezig op Throwback Thursday.

### Samson en Gert
De hele cast van Samson en Gert trad op Throwback Thursday op. Acteur Walter Van de Velde nam voor het eerst sinds de film Hotel op stelten in 2008 de rol van Octaaf De Bolle weer voor zijn rekening. Samen met Gert Verhulst, Koen Crucke, Walter De Donder, Walter Baele en Dirk Bosschaert bracht hij de bekendste nummers van Samson en Gert. Er was ook een kort eerbetoon aan de ondertussen overleden Ann Petersen, in de serie beter bekend als Jeannine De Bolle. Er werd bovendien een nieuw nummer opgenomen, Samson is a DJ genaamd.
Jan Cleymans bracht Het Samsonlied op klarinet. Tussen de nummers in speelden de acteurs korte sketches.

### Presentatie
De presentatie in het Sportpaleis was in handen van handen van de voormalige Ketnet-gezichten (wrappers) Sofie Van Moll en Steven Van Herreweghe. Peter Van de Veire sloot de avonden af met een dj-set, die niet op tv werd uitgezonden.
De show ging samen met enkele korte filmpjes over 20 jaar Ketnet. In het ene filmpje passeerden alle Ketnet-presentatoren de revue. Het merendeel van hen, ook wel wrappers genoemd, was ook aanwezig op Throwback Thursday. In het andere filmpje werden korte fragmenten van diverse Ketnet-programma's getoond. De programma's waren Samson en Gert, De Boomhut, Hey Arnold!, De Snorkels, Calimero, Level X, Het Liegebeest,  DuckTales, Darkwing Duck, Tik Tak, Kulderzipken, Peperbollen, Postbus X, Groot Licht, De Smurfen en Beestenbos is boos. Ook begon Throwback Thursday met herkenbare Ketnet-geluidjes van vroeger.